# Harvey Cox

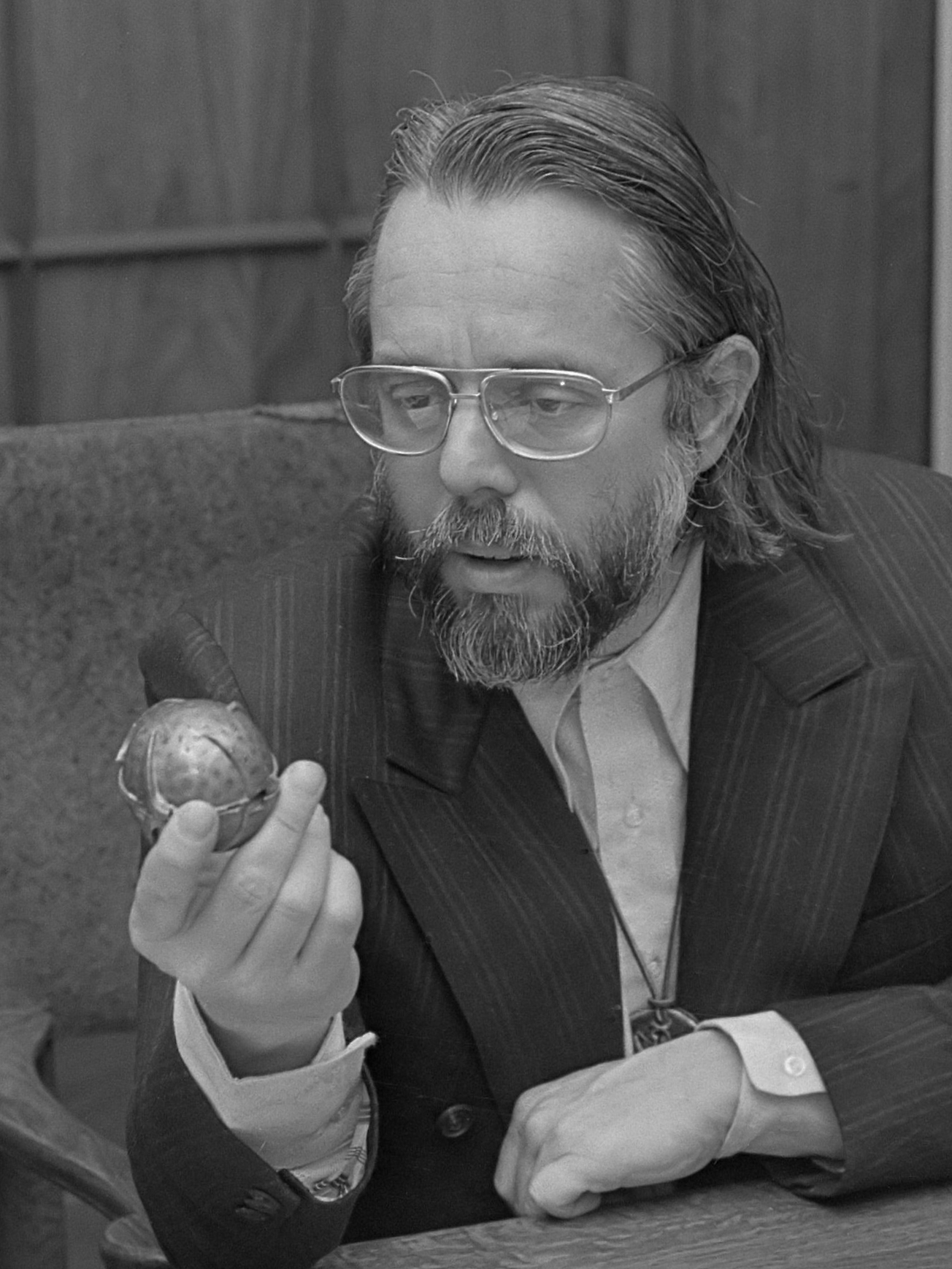
Harvey Cox bekijkt een Honeywell fragmentatie bom (1973)

Harvey Gallagher Cox jr. (Malvern (Pennsylvania), 19 mei 1929) is een protestantse Amerikaanse theoloog. Tot 2009 was hij hoogleraar aan de Harvard Divinity School te Cambridge (Massachusetts). Hij is auteur van verscheidene boeken. Zijn eersteling werd een internationale bestseller.

## Biografie
Cox, voorheen baptistenpredikant, bracht in 1965 het boek 'The Secular City' (Nederlandse titel: De stad van de mens) uit, waarin hij het 'levenspatroon van de moderne wereld in theologisch perspectief' plaatst. Secularisatie, zegt hij, heeft tot stand gebracht wat brandstapel noch kerker had bereikt: zij heeft de gelovige ervan overtuigd, dat zijn zekerheden weleens minder zeker konden zijn dan hij dacht en dat er belangrijker dingen zijn dan zijn leven te geven voor een geloofsovertuiging.
Latere boeken die in het Nederlands werden vertaald, zijn het Narrenfeest, De verleiding van de geest - Overdenkingen over gebruik en misbruik van de religie, Religie in de stad van de mens - Naar een postmoderne theologie, Oostwaarts, Laat de beslissing niet aan de slang en Afscheid van een burgerlijk bestaan - Gesprekken met Harvey Cox over experimenten met een nieuwe levensstijl.
Al met al leek het na deze aanvankelijke hausse van zijn boeken voor wat betreft de Nederlandse markt rustiger, maar Cox bleef in de VS een veelgevraagd spreker en vruchtbaar auteur. Hij schreef onder meer over de opgang van de pinksterbeweging aan het begin van de 20e eeuw (Fire from Heaven, 1994) en leverde een commentaar over het monddood maken van de bevrijdingstheoloog Leonardo Boff door het Vaticaan.

### 2009:The Future of Faith
In 2009 nam de inmiddels tachtigjarige met The Future of Faith afscheid van Harvard. Cox erkent in dit boek dat hij bijna een halve eeuw geleden niet heeft voorzien dat religie - joods, christelijk, charismatisch, katholiek, moslim, boeddhistisch enz. - nog zo'n hoge vlucht zou nemen. In zijn laatste boek ziet hij deze dingen breder - ook na zijn inmiddels tientallen jaren ervaring met basisgemeenten in Latijns-Amerika, pinksterbewegingen in de Verenigde Staten, de rooms-katholieke kerk en de opkomst van de islam.
In alle gevallen ziet Cox, ook bij hemzelf, een terugtrekking van een godsdienst van de credo's, de kansels. De hiërarchie naar de eigen ervaring, gelijkwaardigheid, deelname van vrouwen. Volgens Cox was de kerk van het begin helemaal niet geïnteresseerd in concilies en geloofsbelijdenissen maar zijn die door de keizers van die tijd doorgedrukt, omdat hun dat goed uitkwam. Ook het befaamde Patrimonium Petri, het begin van de Kerkelijke Staat, is volgens hem een vervalsing.
- Bibsys: 90059620
- Bibliothèque nationale de France: cb12598931v (data)
- Catàleg d'autoritats de noms i títols de Catalunya: 981058511822706706
- CiNii: DA00269811
- Gemeinsame Normdatei: 118677195
- International Standard Name Identifier: 0000 0001 1449 1320
- Library of Congress Control Number: n50018778
- Nationale Bibliotheek van Letland: 000012761
- Bibliotheek van het Japanse parlement: 00436788
- Nationale Bibliotheek van Tsjechië: jcu2012683194
- Nationale Bibliotheek van Israël: 987007260142205171
- Nationale en Universitaire bibliotheek Zagreb: 000092782
- Nederlandse Thesaurus van Auteursnamen: 070251045
- Réseau des bibliothèques de Suisse occidentale: 02-A003141551
- Istituto Centrale per il Catalogo Unico: SBLV046733
- LIBRIS: 182360
- SNAC: w6f031bw
- Système universitaire de documentation: 02680431X
- Virtual International Authority File: 79123351
- WorldCat: E39PBJqKgq7wGVr8XqgPc3rDv3